# The Woman in Black (film 2012)
The Woman in Black è un film del 2012 diretto da James Watkins e con protagonista Daniel Radcliffe, adattamento cinematografico del romanzo gotico La donna in nero dell'autrice britannica Susan Hill, pubblicato in Italia dalla Polillo editore. Questo film è un remake dell'omonimo film inglese del 1989.

## Trama
Inghilterra, primi del '900. In un piccolo villaggio tre bambine stanno giocando serenamente nella loro cameretta, quando improvvisamente lasciano i giocattoli e si dirigono in una sorta di trance verso la finestra, la aprono e si gettano nel vuoto.
A Londra nel frattempo, Arthur Kipps, un giovane avvocato rimasto vedovo, deve ancora affrontare il lutto, dopo che sua moglie è morta dando alla luce il figlio Joseph, che ora ha 4 anni, tanto che vede ancora lo spirito di sua moglie aleggiare in casa; ed è con estrema riluttanza che deve lasciare Joseph alle cure della bambinaia quando è incaricato di partire per sbrigare i dettagli relativi all'eredità di Alice Drablow, una cliente del suo capo, da poco deceduta. Arthur non può rinunciare all'incarico poiché ne va della sua carriera; promette però al figlioletto che alla fine della settimana potrà raggiungerlo in treno presso il villaggio dove è stato inviato.
Al villaggio Arthur incontra la reticenza dei cittadini: il locandiere, per esempio, è restio a dargli una camera, ed è solo grazie all'incontro fortuito con Mr. Daily, un buon uomo del luogo, che riesce a trovare ospitalità. Anche l'avvocato del posto, Mr. Jerome, lo tratta malamente invitandolo a tornare a Londra. Arthur allora paga un cocchiere perché lo porti a Eels Marsh, dimora della Drablow, che sembra essere temuta da tutti.
La casa si trova in condizioni di massimo isolamento, poiché si trova su un isolotto in mezzo a una palude ed è collegata al villaggio da una sola strada spesso impraticabile per le maree e le nebbie.
Mentre sta svolgendo il suo lavoro, Arthur percepisce nella casa la presenza di una misteriosa donna vestita a lutto, e il rumore di un calesse che si inabissa nelle sabbie mobili che circondano la casa, seguito da grida di aiuto. Tuttavia nessun incidente sembra essere successo.
Di ritorno al villaggio il ragazzo si reca dalla polizia, ma in quel momento arrivano due bambini recanti la loro sorellina in condizioni pietose: ha bevuto la liscivia. Prima che Arthur possa soccorrerla, lei gli cade tra le braccia vomitando sangue e muore.
La sera stessa, durante una cena a casa Daily, la signora Daily, che improvvisamente sembra essere posseduta dallo spirito di suo figlio anch'esso morto in tenera età, incide sul tavolo la figura di un impiccato dicendo di aver "fatto il ritratto" ad Arthur.
Il giorno dopo i cittadini premono perché Arthur vada via, ma lui invece torna a casa Drablow con l'intenzione di passarvi addirittura la notte. Qui scopre le lettere di Jennett, sorella tenuta segreta della signora Drablow. Jennett, non potendo tenere suo figlio, l'aveva affidato alla sorella e al marito, che però l'avevano cresciuto come loro impedendole anche di vederlo. Il bambino era poi morto quando il calesse con cui viaggiavano era finito nelle sabbie mobili e la signora Drablow aveva pensato a mettersi in salvo, lasciandolo morire. Le ultime lettere di Jennett manifestavano un grandissimo odio.
Quella notte le apparizioni della Donna in Nero si fanno più frequenti e spaventose e Arthur vede oltre a lei anche gli spiriti di molti bambini del villaggio, tra i quali c'è la bambina morta il giorno prima.
La mattina dopo, mentre tornano al villaggio, Arthur e il signor Daily si trovano di fronte all'incendio della casa dell'avvocato Jerome, nel quale muore anche la loro secondogenita che i due tenevano segregata negli scantinati per evitarle lo stesso destino del fratello maggiore, morto molti anni prima.
Più tardi la signora Daily, posseduta dagli spiriti dei bambini, spiega ad Arthur la verità: a causa del suo odio per la sorella, lo spirito di Jennett tornò nella forma della Donna in Nero; essendo stata privata del suo bambino, inoltre, ella fa sì che anche i bambini altrui muoiano in circostanze violente che seguono sempre la sua apparizione. Prima di svenire, la signora Daily fa in tempo a incidere su una pietra lo stesso disegno che il figlio di Arthur gli aveva donato prima della partenza, facendogli capire che è lui la prossima vittima.
Deciso a salvare suo figlio, Arthur tenta il tutto per tutto ripescando, con l'aiuto del signor Daily e della sua automobile, il corpo del figlio di Jennett dalle sabbie mobili. Dopo averlo ritrovato, lo porta a Eels Marsh House nella stanza dei giochi; qui arriva la Donna in Nero, che sembra esaminare il corpo di suo figlio e poi sparisce, lasciando Arthur convinto di aver spezzato la maledizione.
Più tardi Joseph arriva alla stazione del villaggio, dove viene accolto da Arthur; mentre suo padre è distratto, però, il bambino inizia a camminare sui binari, nella stessa trance degli altri bambini. Arthur se ne accorge in tempo per gettarsi sui binari, ma sia lui che Joseph vengono travolti dal treno in corsa. Tuttavia, improvvisamente tutto diventa silenzioso e i due vedono lo spirito della moglie di Arthur. I tre si ricongiungono e si allontanano verso l'orizzonte, guardati a distanza dalla Donna in Nero che li lascia andare per ricambiare il favore ad Arthur, ma che tornerà a colpire i bambini del villaggio perché, come aveva specificato lei stessa in vita in una lettera alla sorella, non avrebbe mai perdonato.

## Distribuzione
Nelle sale statunitensi è uscito il 3 febbraio 2012, mentre in Italia il 2 marzo distribuito da Videa - CDE. Il trailer originale del film è stato diffuso il 17 agosto 2011, mentre quello italiano il 21 dicembre 2011.

## Accoglienza

### Incassi
Il film ha incassato ben 127 700 000 di dollari in tutto il mondo, superando di gran lunga le aspettative e diventando l'horror britannico di maggior successo degli ultimi 20 anni.
In Italia il film ha incassato 797 000 euro (aggiornato 11/06/2012).

## Sequel
A fine 2014 è stato distribuito un sequel intitolato L'angelo della morte (The Woman in Black: Angel of Death). Il sequel è diretto da Tom Harper ed interpretato da Helen McCrory e Jeremy Irvine.